# Alpentrio Tirol
Alpentrio Tirol est un groupe de volkstümliche schlager.

## Histoire
Le groupe est fondé en 1983 par Georg Astenwald. Il obtient son premier succès avec Depperter Bua, composée par Horst Chmela.
En 1986, Georg Astenwald change de partenaires.
En 1988, pour sa première participation au Grand Prix der Volksmusik, il termine à la dernière place. Deux ans plus tard, il revient avec Da drob'n auf'm Berg steht a Kircherl  (composée par Dagmar Obernosterer) et finit deuxième derrière Kastelruther Spatzen. L'année suivante, Alpentrio Tirol l'emporte avec Hast a bisserl Zeit für mi (composée par Brunner & Brunner).
En 1997, Georg Astenwald fait intégrer le jeune Christoph Purtscheller dans le groupe qui conserve son nom de trio alors qu'il est un quartet. En 2007, le groupe redevient un trio après que Richard Geir prend sa retraite.
En plus des concerts seul ou avec d'autres artistes en tournée (comme Stars der Volksmusik), ils font aussi des apparitions à la radio et à la télévision. Depuis 2005, il donne une série de concerts de chants de Noël et religieux tyroliens dans les églises des villes de montagne.
Depuis 1994, Alpentrio Tirol organise chaque année lors du week-end de la Pentecôte le Servus-Freunde-Fest. Le festival de trois jours, prévu pour réunir 2 000 membres de 13 fan-clubs (dont un en Alsace), s'organise entre émissions et concerts. Il atteint jusqu'à 15 000 participants et des invités comme Hansi Hinterseer, Andy Borg, G. G. Anderson, Semino Rossi, Claudia Jung, Die Stoakogler, Ursprung Buam... Ayant d'abord lieu sous une tente à Neustift im Stubaital, il déménage en 2007 pour une salle de Seefeld in Tirol.
En 2011, Georg Astenwald prend sa retraite, Alpentrio Tirol est dissous. Les deux autres membres, Mario Wolf et Christoph Purtscheller, continuent leurs carrières avec le duo Mario & Christoph.

## Discographie
Singles
- Der depperte Bua 1983
- Ich steh auf Volksmusik 1988
- Da drob'n auf'm Berg steht a Kircherl 1990
- Hast a bisserl Zeit für mi 1991
- I hab' des Schlüsserl zu dei'm Herz'n 1992
- Der Engel vom Marienhof 1995
- Das Geheimnis der Johannisnacht 1996
- Wie Samt und Seide 1999
- In der Nacht des Kometen 1999
- Hawaii ist kein Tirolerland 2002
- Rot sind die Rosen 2004

Albums
- Auf sonnigen Höhen, 1983
- Ein Leben voll Musik, 1984
- Hunderl im Stroh, 1985
- Alle meine Busserln, 1986
- Mama i bitt di schau oba, 1987
- Bella Musica, 1988
- Halli Hallo, 1989
- Da drob’n auf’n Berg steht a Kircherl, 1990
- Vergiß die Liebe nicht, 1991
- Hast a bisserl Zeit für mi, 1991
- Schlüsserl zu dei'm Herzen, 1992
- Weihnachten für Di und mi, 1992
- Wenn Herzen träumen, 1993
- Sterne der Liebe, 1994
- Liebe ist…, 1994
- Der Engel vom Marienhof, 1995
- ...dann ist Liebe im Spiel, 1995
- Gold – ihren großen Erfolge, 1995
- Das Geheimnis der Johannisnacht, 1996
- Lass mich nie allein, 1997
- Das Beste und noch mehr, 1998
- Ich brauch deine Zärtlichkeit (3 CD), 1998
- In der Nacht des Kometen, 1999
- Für Immer und ewig, 1999
- Party Hit-Mix, 1999
- Wie Samt und Seide, 1999
- A jeder Tag mit dir, 2000
- Oh Mi Amor, 2000
- Das ewige Gold der Berge, 2001
- Alle Träume zum Himmel, 2001
- Made in Austria, 2001
- Weihnacht in den Bergen, 2002
- Hawaii ist kein Tirolerland, 2003
- In den Bergen von Tirol, 2003
- Unsere ersten 20 Jahre, 2003
- Rot sind die Rosen, 2004
- Stimmen der Heimat, 2005
- Tanz mit mir, 2006
- Näher mein Gott zu Dir, 2006
- Engel müssen fliegen, 2007
- Tränen sind Perlen, 2008
- Das Abendgebet der Berge, 2008
- 1000 x so schön, 2009
- Weihnachten in den Bergen (Live), 2009
- Sehnsucht nach den Träumen, 2010
- Servus Freunde - es war schön, 2011

## Source de la traduction
- (de) Cet article est partiellement ou en totalité issu de l’article de Wikipédia en allemand intitulé « Alpentrio Tirol » (voir la liste des auteurs).